# Superfecundatie
Superfecundatie is een dubbele zwangerschap waarbij meerdere eitjes in eenzelfde ovulatieperiode worden bevrucht op verschillende momenten.
Superfecundatie is extreem zeldzaam. Anno 2009 zijn slechts tien gevallen beschreven in de medische literatuur. In september 2009 werd het geval bekend van de Amerikaanse Julia Grovenberg.